# Козинцев, Григорий Михайлович
Григо́рий Миха́йлович Ко́зинцев (до 1930-х годов — Козинцов; 9 (22) марта 1905, Киев, Российская империя — 11 мая 1973, Ленинград, СССР) — советский режиссёр театра и кино, сценарист, педагог, публицист; народный артист СССР (1964), лауреат двух Сталинских (1941, 1948) и Ленинской (1965) премий.

## Биография
Родился 10 (23) марта 1905 года в Киеве в семье доктора медицины, надворного советника Моисея Исааковича Козинцова и Анны Григорьевны Козинцовой (в девичестве Лурье). Ранние детские годы провёл в Новозыбкове Черниговской губернии, где отец служил окружным санитарным врачом, а также врачом Новозыбковской женской гимназии, и где Григорий Козинцов поступил в первый класс новозыбковского училища.
С 1913 года, после переезда из Новозыбкова в Киев, учился в Киево-Печерской гимназии. В 1919 году вместе с сестрой Любовью посещал частную школу-студию живописи А. А. Экстер. Вместе с другими учениками школы участвовал в праздничном авангардистском оформлении киевских улиц.
Более всего привлекал его театр; работу в нём он начал с участия в росписи декораций к спектаклю К. А. Марджанова «Фуэнтe Овехуна» Л. де Вега. Работал в театре Соловцова. С помощью К. А. Марджанова и вместе с друзьями Сергеем Юткевичем, Моше Ваксом и Алексеем Каплером создал кукольный театр, а затем экспериментальный театр «Арлекин», в котором поставил спектакль по собственной пьесе и уличное представление по фольклорной пьесе «Царь Максимилиан».
В начале 1920 года уехал в Петроград, где до 1939 года жил у своей тёти, доктора медицины Рашели Григорьевны Лурье, пока не переехал в построенный для ленфильмовцев дом № 4а на Малой Посадской улице. Поступил в класс Н. И. Альтмана в Свободных художественных мастерских (бывшая Академии художеств, ныне — Санкт-Петербургский государственный академический институт живописи, скульптуры и архитектуры имени И. Е. Репина) и одновременно режиссёром в Студию Театра Комической оперы, руководимого К. А. Марджановым.
В декабре 1921 года совместно с Л. З. Траубергом, Г. К. Крыжицким и С. И. Юткевичем написал манифест эксцентрического театра «Эксцентризм», который был провозглашён на организованном ими диспуте. В 1922 году вместе с Л. З. Траубергом организовали Театральную мастерскую под громким названием «Фабрика эксцентрического актёра», и в том же году поставили в ней эксцентрическую переработку «Женитьбы» Н. В. Гоголя. За два года они поставили ещё 3 спектакля по собственным пьесам, а в 1924 году перенесли свои эксперименты в область эксцентрической комедии в кино, преобразовав театральную мастерскую в киномастерскую ФЭКС.
В 1924 году начал работать на кинофабрике «Севзапкино». Продолжавший театральные опыты первый короткометражный фильм Г. М. Козинцева и Л. З. Трауберга по собственному сценарию «Похождения Октябрины» (1924), стал попыткой соединить политику (разоблачение нэпмана, помогавшего империалисту) с откровенной буффонадой и, по словам Ю. Н. Тынянова, «необузданным собранием всех трюков, до которых дорвались изголодавшиеся по кино режиссёры». Во второй эксцентрической короткометражке «Мишки против Юденича» (1925) снимались уже не эстрадные и цирковые актёры, пришедшие вместе с режиссёрами из театра (среди них С. А. Мартинсон), а ученики киномастерской, в том числе С. А. Герасимов, Я. Б. Жеймо, А. А. Костричкин.
Первый полнометражный фильм Г. М. Козинцева и Л. З. Трауберга — романтическая мелодрама «Чёртово колесо» (1926) по сценарию А. И. Пиотровского — был уже зрелой работой. Любовь к яркой эксцентрике сочеталась в ней с убедительным показом городского быта. На этом фильме сложился постоянный творческий коллектив «фэксов»; кроме режиссёров в него вошли кинооператор А. Н. Москвин и художник Е. Е. Еней, работавшие с Г. М. Козинцевым практически на всех его фильмах.
Следующий фильм «Шинель» (1926), экранизация «Петербургских повестей» Н. В. Гоголя, стал одним из шедевров советского немого кино. Сценарий Ю. Н. Тынянова, развивающий его лучшие стороны режиссёрский замысел, экспрессивное изобразительное решение и эксцентрическая, на грани гротеска игра актёров привели к созданию фильма, стилистически точно отвечающего манере Н. В. Гоголя.
Энергично и организованно работавший коллектив стремился в каждом фильме вести поиск в новом направлении, и в 1927 году выпустил современную комедию «Братишка» (1927) по своему сценарию, а сразу вслед за ней историческую мелодраму «С. В. Д.» (1927) по сценарию Ю. Н. Тынянова и Ю. Г. Оксмана, написанному на материале восстания декабристов. Оба фильма пользовались успехом у зрителей, особенно «С. В. Д.» — В. Б. Шкловский назвал этот фильм «самой нарядной лентой Советского Союза».
С августа 1927 года преподавал в Техникуме сценических искусств (ныне Российский государственный институт сценических искусств), в который влилась киномастерская ФЭКС.
С первой звуковой картиной «Одна» (1931) в творчестве Г. М. Козинцева и Л. З. Трауберга начался новый период. Г. М. Козинцев некоторое время работал в театрах, осуществляя постановки пьес У. Шекспира «Король Лир» (1941), «Отелло» (1943) и «Гамлет» (1954).
Его «Дон Кихот» (1957, художник А. Санчес, почётный диплом на Международном кинофестивале в Ванкувере, 1958) стал классическим образцом экранизации.
В 1962 году выпустил книгу «Наш современник Вильям Шекспир», ставшую теоретической подготовкой к двум его выдающимся шекспировским экранизациям: «Гамлет» (1964) и «Король Лир» (1970). 
Написал историко-теоретические монографии «Глубокий экран» (1971) и «Пространство трагедии» (опубликована посмертно, 1973).
С 1944 года руководил режиссёрской мастерской во ВГИКе (с 1960 года — профессор). Среди его выпускников — Э. А. Рязанов, С. И. Ростоцкий, В. Д. Дорман, В. В. Катанян. В 1965—1971 годах руководил режиссёрской мастерской при «Ленфильме».
Умер 11 мая 1973 года на 69-м году жизни в Ленинграде. Похоронен на Литераторских мостках Волковского кладбища. Надгробие (архитектор В. В. Хазанов) создано в 1979 году.

#### Семья
- Родители — доктор медицины Моисей Исаакович Козинцов (1859—1930), санитарный врач, терапевт и педиатр[18], и Анна Григорьевна Лурье (1871—?), из семьи васильковского второй гильдии купца[19][20][21][22]. Родители заключили брак 17 сентября в 1898 года в Киеве[23].
- Сестра матери — Роза Григорьевна Лурье (1876—1954), врач-гинеколог и учёный-медик[24][25].
- Брат матери — Александр Григорьевич Лурье (1868—1954), дерматовенеролог, профессор и заведующий кафедрой кожно-венерических болезней Киевского института усовершенствования врачей (1919—1954).
- Первая жена (1923—1943) — Софья Зиновьевна Магарилл (1900—1943), актриса; заслуженная артистка РСФСР (1935).
- Вторая жена (с 1945 года) — Валентина Георгиевна Козинцева (урождённая Древницкая), дочь воздухоплавателя и парашютиста  Ю. М. Швамбаума-Древницкого (1868—1917) и секретарши В. Б. Шкловского Ольги Ивановны Гребнер; первым браком (1937—1945) замужем за Б. В. Барнетом[11].
  - Сын — Александр Григорьевич Козинцев (род. 1946), профессор, доктор исторических наук, главный научный сотрудник отдела антропологии Музея антропологии и этнографии РАН имени Петра Великого (Кунсткамера).
- Сестра — Любовь Михайловна Козинцова (1899—1970), скульптор и график, жена писателя И. Г. Эренбурга, бывшего двоюродным братом Анны Григорьевны Лурье — матери Г. М. Козинцева[26].

Могила Г. М. Козинцева на Литераторских мостках Волкова кладбища в Санкт-Петербурге

#### Адреса в Петрограде — Ленинграде
- 1919—1939 — Каменноостровский проспект, 27[27];
- 1939—1941, 1944—1977 — улица Малая Посадская, 4а (мемориальная доска).

## Фильмография

### Режиссёрские работы
- 1924 — Похождения Октябрины (короткометражный)
- 1925 — Мишки против Юденича (короткометражный)
- 1926 — Чёртово колесо (короткометражный)
- 1926 — Шинель
- 1926 — Братишка (короткометражный)
- 1927 — С. В. Д.
- 1929 — Новый Вавилон
- 1931 — Одна
- 1934 — Юность Максима
- 1937 — Возвращение Максима
- 1938 — Выборгская сторона
- 1941 — Случай на телеграфе (киноновелла из Боевого киносборника № 2)
- 1942 — Юный Фриц
- 1942 — Однажды ночью (киноновелла из Боевого киносборника «Наши девушки»)
- 1945 — Простые люди
- 1947 — Пирогов
- 1951 — Белинский
- 1957 — Дон Кихот
- 1964 — Гамлет
- 1970 — Король Лир
- Все фильмы до «Выборгской стороны» включительно, а также фильм «Простые люди» — совместно с Л. З. Траубергом

### Поставленные сценарии
- 1924 — Похождения Октябрины (короткометражный)
- 1925 — Мишки против Юденича (короткометражный)
- 1926 — Братишка (короткометражный)
- 1929 — Новый Вавилон
- 1931 — Одна
- 1934 — Юность Максима
- 1937 — Возвращение Максима
- 1938 — Выборгская сторона
- 1941 — Встреча с Максимом (киноновелла из Боевого киносборника № 1)
- 1945 — Простые люди
- 1951 — Белинский (совместно с Ю. П. Германом и Е. П. Серебровской)
- 1964 — Гамлет
- 1970 — Король Лир
- Все сценарии от «Похождения Октябрины» до «Простые люди» написаны совместно с Л. З. Траубергом
- Сценарий «Мишки против Юденича» — ещё и совместно с И. Е. Куниной[28]

### Участие в фильмах
- 1963 — В ответ на ваше письмо (документальный)
- 1967 — Юрий Толубеев (документальный)
- 1970 — Один час с Козинцевым, или Семь мнений об одном режиссёре (документальный)

### Архивные кадры
- 1997 — Квартира Козинцева (документальный)
- 1998 — Петербургский дневник. Квартира Козинцева (документальный, видео)
- 2002 — Кинорежиссёр: профессия и судьба (документальный, телевизионный, видео, сериал) — в сериях «ФЭКС», «Григорий Козинцев»
- 2005 — Григорий Козинцев (из документального цикла «Острова»)

## Театральные работы
- 1919 — «Балаганное представление четырёх клоунов» — театр «Арлекин» (Киев)
- 1919 — «Царь Максимилиан» — (Киев)
- 1922 — «Женитьба» Н. В. Гоголя — «Фабрика эксцентрического актёра»
- 1923 — «Внешторг на Эйфелевой башне» — «Фабрика эксцентрического актёра» (совместно. с Л. Траубергом)[29]
- 1939 — «Опасный поворот» — в Театре Комедии (Ленинград)
- 1941 — «Король Лир» У. Шекспира — в БДТ имени М. Горького (Ленинград)
- 1944 — «Отелло» У. Шекспира — в Академическом театре драмы имени Пушкина (Ленинград)
- 1954 — «Гамлет» У. Шекспира — в Академическом театре драмы имени Пушкина (Ленинград)

## Награды и звания
Государственные награды:
- Заслуженный деятель искусств РСФСР (06.03.1950)
- Народный артист СССР (27.04.1964)
- Сталинская премия первой степени (1941) — за кинотрилогию о Максиме (1934, 1937, 1938)
- Сталинская премия второй степени (1948) — за фильм «Пирогов» (1947)
- Ленинская премия (1965) — за фильм «Гамлет» (1964)
- 2 ордена Ленина (11.01.1935; 4.11.1967)
- Орден Октябрьской Революции
- 2 ордена Трудового Красного Знамени (01.02.1939; …) — за фильм «Выборгская сторона» (1938)

Другие награды, премии, поощрения и общественное признание:
- Медаль «За доблестный труд в Великой Отечественной войне 1941—1945 гг.»
- Медаль «В память 250-летия Ленинграда»
- Медаль «В ознаменование 100-летия со дня рождения Владимира Ильича Ленина»
- МКФ в Москве (1935, Главный приз («Серебряный кубок») за программу к/с «Ленфильм», фильм «Юность Максима» (1934))
- ВКФ (1958, Вторая премия за режиссуру, фильм «Дон Кихот» (1957))
- ВКФ (1958, Третья премия по разделу художественных фильмов, фильм «Дон Кихот» (1957))
- МКФ в Ванкувере (1958, Почётная грамота, фильм «Дон Кихот» (1957))
- ВКФ (1964, Специальная премия жюри «За выдающееся воплощение на экране трагедии Шекспира», фильм «Гамлет» (1964))
- КФ шекспировских фильмов в Висбадене (1964, Приз за лучший фильм, фильм «Гамлет» (1964))
- МКФ в Венеции (1964, Специальная премия, фильм «Гамлет» (1964))
- МКФ в Сан-Себастьяне (1964, Приз, фильм «Дон Кихот» (1957))
- МКФ в Сан-Себастьяне (1965, Специальный приз жюри, фильм «Гамлет» (1964))
- МКФ в Сан-Себастьяне (1965, Премия национальной федерации испанских киноклубов, фильм «Гамлет» (1964))
- Союз польских журналистов (1965, Почётный диплом клуба кинокритиков, фильм «Гамлет» (1964))
- «Золотой лавровый венок» Фонда Д. О. Селзника (1966, «За вклад в международное понимание путём разработки общечеловеческих тем и демонстрации кинематографического искусства высшего уровня», фильм «Гамлет» (1964))
- МКФ в Лиме (1966, Премия нац. совета киноцензуры «Серебряная лама», фильм «Гамлет» (1964))
- МКФ в Панаме (1966, Приз «Серебряное блюдо», фильм «Гамлет» (1964))
- Премия «Фемина» (Бельгия) (1966, фильм «Гамлет» (1964))
- МКФ в Тегеране (1972, Главный приз «Золотая статуэтка крылатого тура», фильм «Король Лир» (1970))
- МКФ в Чикаго (1972, Приз «Серебряный Хьюго», фильм «Король Лир» (1970))
- МКФ в Милане (1973, Золотая медаль, фильм «Король Лир» (1970))

## Память
- В Санкт-Петербурге, на доме по адресу Малая Посадская улица, 4а в 1975 году была установлена мемориальная доска (архитектор В. В. Исаева)[30].